# Danijel Premuš
Danijel Premuš (Fiume, 1981. április 15. –) horvát vízilabdázó. 2012-ben az olasz válogatott tagjaként ezüstérmet szerzett a nyári olimpiai játékokon.